# Tekla Baťková-Podleská

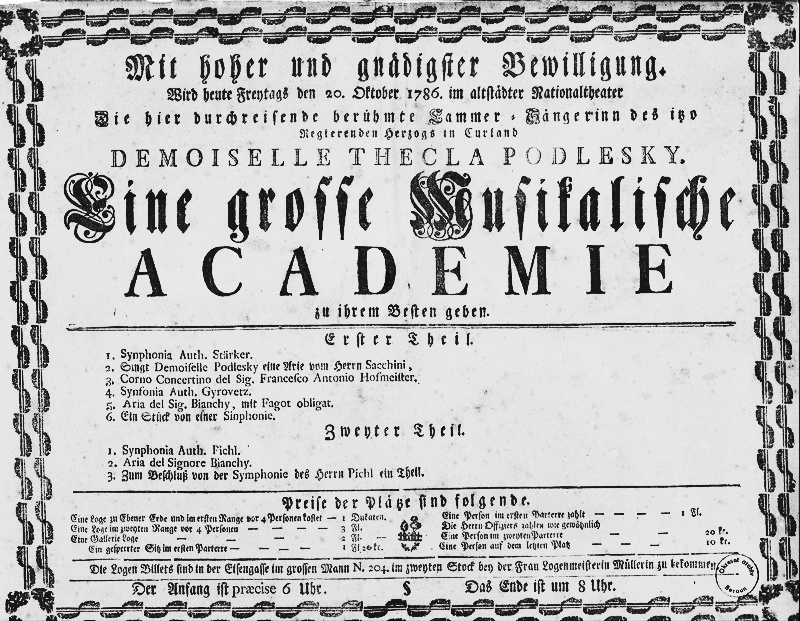
Dobový plakát zvoucí na veřejné vystoupení pěvkyně Tekly Podleské v Praze roku 1786 (Státní okresní archiv Beroun)

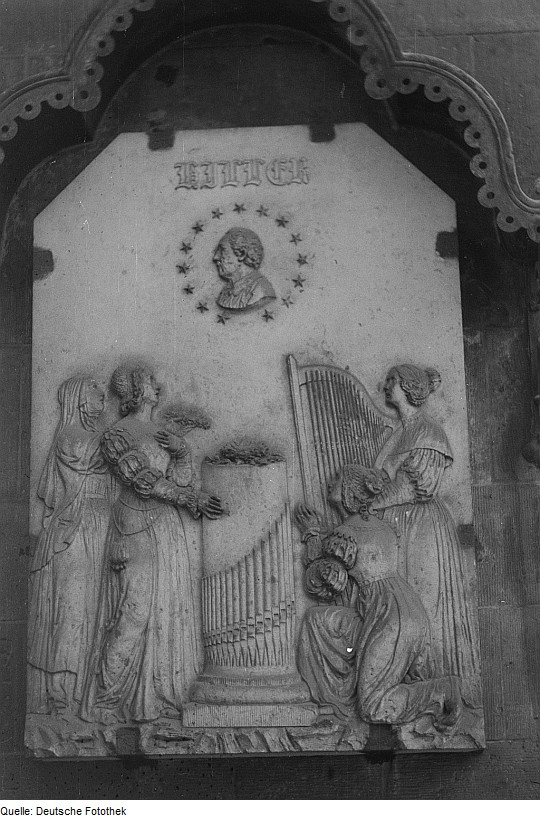
Pamětní deska je jediným pozůstatkem skutečného pomníku Johanna Adama Hillera, která je připojena ke kostelu sv. Tomáše v Lipsku a který byl postaven v roce 1832 s popudu operní pěvkyně Tekly Baťkové, který zároveň i financovala

Tekla Baťková-Podleská, rozená Podleská, křtěná Tekla Kateřina Františka, provdaná Baťková (3. prosince 1764 Beroun – 28. srpna 1852 Praha), byla česká operní pěvkyně, sopranistka a hudební pedagožka.

## Život
Narodila se v Berouně do rodiny mlynáře Václava Podleského a jeho ženy Johanny Alžběty roz.Pšanské. Otec Václav Podleský velmi miloval hudbu a všechny své potomky nechal náležitě hudebně vzdělat. Tekla vyrůstala ve velké rodině, měla devět nevlastních sourozenců, kteří byli s otcova prvního manželství s Annou roz. Procházkovou, která však v roce 1749 zemřela. Vlastních sourozenců měla deset, (osm sester a dva bratry), z nichž přežilo pět starších sester, Alžběta (* 1752), Anna (* 1754), Marie (* 1759), Barbora (* 1760) a Josefa (* 1761). Všech pět sester bylo náležitě školených v hudbě a zpěvu a později byly významnými pěvkyněmi a učitelkami zpěvu.
Základní hudební vzdělání získala Tekla Podleská zprvu u berounského učitele a regenschoriho Josefa Nechanického a následně se školila ve zpěvu u kantora Jana Františka Hataše, kapelníka místní plukovní hudby v Mníšku pod Brdy. V roce 1775 odešla do Lipska, kde se školila ve zpěvu u hudebního skladatele Johanna Adama Hillera v jeho hudební škole a během studia příležitostně koncertovala. Téhož roku vystoupila se svojí sestrou Marií v Karlových Varech.
Roku 1781, po založení lipského Gewandhausu se stala Hillerovou sólistkou a podnikala s ním koncertní cesty. V září téhož roku zpívala se svojí sestrou Marií na koncertech v Magdeburgu a v následujícím roce vystoupila na veřejných koncertech v rámci lipského veletrhu. V letech 1781/82 zahájila Tekla svojí divadelní kariéru, když se v Lipsku a Drážďanech představila v několika operních inscenacích společnosti Pasquala Bondiniho.
V létě roku 1782 přijala nabídku od kuronského vévody Petra Birona a stala se komorní pěvkyní v jeho divadle v Mitavě (dnes Jelgava) v Lotyšsku. V roce 1786 navštívila Prahu, kde 20. října uspořádala ve Stavovském divadle slavnostní akademii, na níž zazpívala
jednu árií z opery "Il Cid". Císař Josef II., který byl na akci přítomen pozval operní pěvkyni Teklu Podleskou do Vídně, kde 10. měsíců hostovala jako primadona u dvorního divadla a její zpěv obdivoval mimo jiných i W. A. Mozart. Koncem roku 1888 se z vídeňského angažmá vrátila zpět do Mitavy a provdala se flétnistu a hobojistu Víta Antonína Baťku (1754–1839), který rovněž působil v Mitavském divadle kuronského vévody Birona. V letech 1795–1799 se Tekla Baťková zdržovala především v Zaháni, Náchodě, nebo v jiných částech rozsáhlého Bironova panství.
V roce 1800 zemřel vévoda Biron, následně bylo kuronské divadlo rozpuštěno, Tekla Baťková poté žila od roku 1802 u vévodkyně kuronské v Löbichau a v Zaháni a až do roku 1815 se věnoval převážně pěvecké kariéře a vystupovala též v Guardasoniho operní společnosti. Kolem roku 1820 odešla i se svým manželem Vítem Baťkou na trvalo do Prahy, v dalších letech se věnovala výuce hudby, zpěvu a příležitostným vystoupením na koncertech. Se svým mužem patrně již nežila od dvacátých let, jelikož v roce 1830 je v soupisu pražských obyvatel označena jako „penzionovaná dvorní zpěvačka, vdaná, s mužem nežije“.
Během pobytu v Praze se aktivně zapojila do hudebního života, stala se členkou dobročinné společnosti Jednoty umělců hudebních ku podpoře vdov a sirotků a krátce vyučovala na pražské konzervatoři. V roce 1832 v Lipsku, u Kostela sv. Tomáše nechala postavit svému učiteli J. A. Hillerovi pomník, který vytvořil prof. lipské akademie J. Schnorr von Carlsfeld a jeho sochařské ztvárnění provedli Friedrich Funk a Johann Christoph Wingrich. Pomník nesl i jména všech šesti sester Podleských. Z pomníku se dnes dochovala pouze pamětní deska znázorňující tyto čtyři sestry Podleské a pod portrétem jejich učitele se nachází klečící Tekla s harfou a varhanami.
V roce 1834 založila Tekla Baťková ve svém rodném městě nadaci pro chudou školní mládež. Ke konci svého života pobývala se svojí nejen bývalou žákyní, ale i schovankou, operní pěvkyní Kateřinou Pohorskou-Kometovou na zámku ve Veltrusech. Operní pěvkyně Tekla Baťková zemřela koncem srpna 1852 a následně byla pohřbena na Olšanských hřbitovech.
Za více než 50 let pedagogické činnosti se Tekle Baťkové podařilo vychovat celou řadu žáků a ještě více lidí přivést k zálibě o vážnou hudbu.